# Ain't Nobody (Loves Me Better)
Ain't Nobody (Loves Me Better) è un singolo del DJ tedesco Felix Jaehn, pubblicato il 3 aprile 2015 come secondo estratto dal primo album in studio I.
Il brano ha visto la partecipazione vocale della cantante britannica Jasmine Thompson.

## Tracce
Testi e musiche di David James Wolinski, eccetto dove indicato.
Download digitale
1. Ain't Nobody (Loves Me Better) (feat. Jasmine Thompson) – 3:06

CD
1. Ain't Nobody (Loves Me Better) (feat. Jasmine Thompson) (Original Version) – 4:01
2. I Do – 3:02 (Felix Jaehn, Poppy Haddigan, Tonino Speciale, Tim Deal)

Download digitale – Remix EP
1. Ain't Nobody (Loves Me Better) (feat. Jasmine Thompson) (Extended Mix) – 5:07
2. Ain't Nobody (Loves Me Better) (feat. Jasmine Thompson) (The Dealer Remix) – 3:51
3. Ain't Nobody (Loves Me Better) (feat. Jasmine Thompson) (Gunes Ergun Remix) – 5:44
4. Ain't Nobody (Loves Me Better) (feat. Jasmine Thompson) (The Rooftop Boys Remix / Extended Mix) – 4:08
5. Ain't Nobody (Loves Me Better) (feat. Jasmine Thompson) (The Golden Boy Remix) – 6:22
6. Ain't Nobody (Loves Me Better) (feat. Jasmine Thompson) (Tom & Collins Tech House Remix) – 5:14

10"
- Lato A

1. Ain't Nobody (Loves Me Better) (feat. Jasmine Thompson)

- Lato B

1. Ain't Nobody (Loves Me Better) (feat. Jasmine Thompson) (VIP Remix)

## Classifiche
| Classifica (2015)              | Posizione massima |
| ------------------------------ | ----------------- |
| Australia                      | 6                 |
| Austria                        | 1                 |
| Belgio (Fiandre)               | 6                 |
| Belgio (Vallonia)              | 7                 |
| Canada                         | 95                |
| Danimarca                      | 2                 |
| Finlandia                      | 10                |
| Francia                        | 2                 |
| Germania                       | 1                 |
| Irlanda                        | 5                 |
| Italia                         | 22                |
| Lussemburgo                    | 3                 |
| Norvegia                       | 13                |
| Nuova Zelanda                  | 21                |
| Paesi Bassi                    | 2                 |
| Portogallo                     | 34                |
| Regno Unito                    | 2                 |
| Regno Unito (dance)            | 2                 |
| Repubblica Ceca                | 4                 |
| Slovenia                       | 1                 |
| Spagna                         | 6                 |
| Stati Uniti (dance/electronic) | 10                |
| Svezia                         | 7                 |
| Svizzera                       | 5                 |
| Ungheria                       | 1                 |